# 陳學殷
陳學殷（1983年—），女，香港退役划艇運動員。

## 生平
陳學殷父親是平面設計師，母親是幼稚園教師，自幼受父母悉心栽培，跟隨著名舞蹈家毛妹學跳芭蕾舞以及學習繪畫。
陳學殷曾經就讀於位於馬鞍山的香港中國婦女會馮堯敬紀念中學，1996年2月10日，八仙嶺大火當日，當年13歲就讀中一的陳學殷，因為身體不適沒有參加遠足旅行，因而避過一劫。
1999年，陳學殷更獲得香港遊樂場協會頒發的傑出青少年榮譽

## 划艇生涯
陳學殷獲香港划艇總會選中，進入香港體育學院接受划艇訓練。
1998年，陳學殷年僅15歲，便代表香港參加在曼谷舉行的第十三屆亞運會，在女子雙人划艇獲得第4名。
之後，陳學殷先後於2000年參加亞洲划艇青年錦標賽，以及在2001年參加第三屆亞洲室內划艇錦標賽，分別奪得女子四人無舵艇及公開組四人混合賽銅牌。

## 性愛片段勒索案
已經結婚，並且育有一子的陳學殷，被控於2010年5月12日至5月13日期間，涉嫌寄信予一名72歲香港富商，聲稱擁有兩人的性愛片段，勒索300萬港元，案件於2010年12月2日起於區域法院審理。由於受害人在香港社會上有地位，且其家人不知悉此事件，法庭批准以X先生稱呼，及其可以在屏風後作出供詞，以確保其身份保密。案件編號為DCCC715/10，由陳仲衡暫委法官審理。
不過，富商X先生於開審前一星期突然以書面通知控方，指自己身體欠佳及記憶力衰退，不宜出庭，並且附有醫療報告證明。控方經過考慮下決定不傳召X先生，惟法官質懷疑X先生是否基於其富商身份而詐病不出席，陳學殷的辯護律師對此提出了反對，並且表示將會向法庭申請終止聆訊。
2010年12月6日，富商X先生終於首度出庭作供，透露自2005年初認識當時於葵芳一間酒樓任職侍應的陳學殷，當時已經喜歡對方，並且送上了價值為50,000港元的支票。後來聘請了陳學殷到其公司任職文員，月薪8,000港元，另外每月私人再給她10,000港元。工作半年後，陳學殷因為懷有男朋友的骨肉而結婚，X先生於是送上了100,000港元作為賀禮。
陳學殷作供時，曾經不慎地說出了X先生姓氏，即時遭到法官警告。她指X先生前後送了她50,000港元及20,000港元支票，又經常借故摸手搭膊。陳學殷於2010年初打算與丈夫離婚，二人才開始發生性關係，同年4月，二人再到酒店辟房時，X先生脫光衣服在酒店房內等待，陳學殷進房時大叫「我不是妓女」而拒絕性交，X先生拋下了1,000港元令陳學殷離去。此後陳學殷嘗試接觸X先生不果，在一怒之下發出勒索信，X先生在收信後報告警察。
2010年12月31日，區域法院法官裁定陳學殷勒索罪名成立，陳學殷由囚車即時被送往大欖女懲教所收押還柙兩星期等候判刑。
2011年1月14日，法官判處陳學殷即時入獄15個月。
由於不少網民在網上挑戰法院禁令，意圖猜出富商X的身份，引起了警察的調查，惟未有拘捕任何人。

## 刑滿出獄
2011年9月17日，陳學殷由囚車送至羅湖懲教所門外刑滿出獄

## 陳學殷案與申辦2022年亞運
由於陳學殷案審理期間，正值香港政府向立法會財政事務委員會申請撥款，以作為申請舉辦2022年亞洲運動會之用途，故此不少人借陳學殷案，指出香港政府根本未有妥善照顧香港退役運動員的生計作為反對申請的理由。

## 個人榮譽
- 1999年傑出青少年獎